# Гандара, Антонио де ла
Анто́нио де ла Га́ндара (фр. Antonio de la Gándara; 16 декабря 1861, Париж — 30 июня 1917, там же) — испано-французский художник.

## Биография

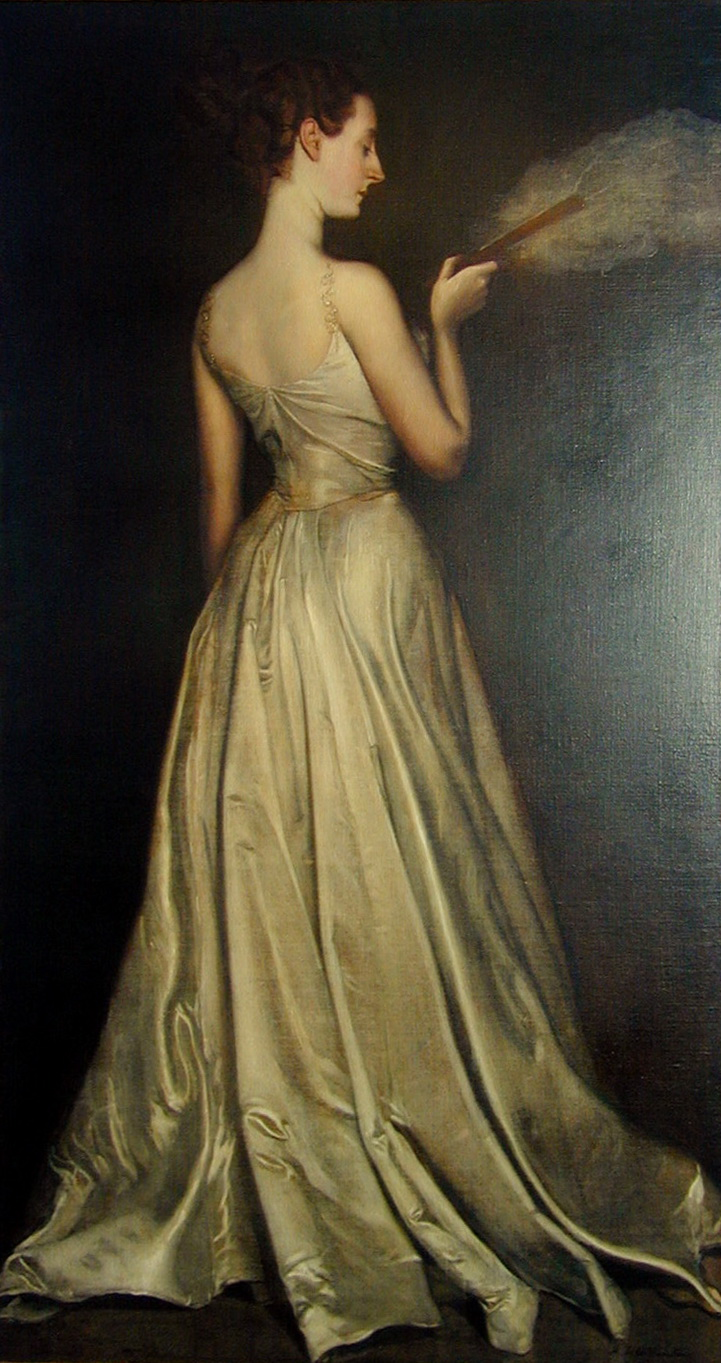
А. де ла Гандара. Госпожа Пьер Готро. 1898

Отец — испанец из Мексики, мать — француженка, выросшая в Англии. В 1878 поступил в Высшую национальную художественную школу. Среди его учителей — Жером и Кабанель. Впервые выставил свои работы в 1883, в 1884 удостоен почётного упоминания Салона на Елисейских полях за картину «Святой Себастьян, пронзённый стрелами». С 1885 был дружен с Робером де Монтескью, написал его портрет (ок. 1892). Познакомился с Эдмоном Гонкуром, Альфонсом Доде, Верленом, Мореасом, Леконт де Лилем, Анатолем Франсом, Габриеле д’Аннунцио, Марселем Прустом, Сен-Сансом, Форе, Колетт, Сарой Бернар, Идой Рубинштейн и другими крупнейшими фигурами художественной жизни того времени, а также с Лианой де Пужи, художницей Ромейн Брукс, певицей и актрисой Полер, светской красавицей-креолкой Виржини Готро, другими эмансипированными женщинами эпохи. Многие из них выступали его моделями.
Похоронен на кладбище Пер-Лашез.

## Творчество
Наиболее известен портретами знаменитостей прекрасной эпохи. Эмиль Верхарн видел в его творчестве влияние Шардена. Среди современников ему близки по манере Уистлер, Больдини, Эллё. Выступал как книжный иллюстратор, работал как график в журналах, занимался модным женским костюмом. Влюблённый в роман «Дон Кихот», написал несколько картин на его темы (1912). Был значимой фигурой для поколения новаторов начала XX века (Аполлинер и др.).

## Известность
Был одним из наиболее популярных портретистов конца XIX — начала XX веков. Выставки Гандары проходили в Нью-Йорке, Бостоне, Брюсселе, Берлине, Дрездене, Мюнхене, Вене, Мадриде, Сарагосе, Барселоне, Венеции, Буэнос-Айресе и др. Награждён испанским орденом Изабеллы Католички (1894). Офицер Ордена Почётного легиона (1911).